# Rafael Gasset
Rafael Gasset Chinchilla (Madrid, 23 de noviembre de 1866-Madrid, 11 de abril de 1927) fue un abogado, periodista y político español. Fue ministro de Agricultura, Industria, Comercio y Obras Públicas durante la regencia de María Cristina de Habsburgo, cartera que, junto a la de Fomento, repetiría durante el reinado de Alfonso XIII.

## Biografía
Nacido el 23 de noviembre de 1866 en Madrid e hijo del pontevedrés Eduardo Gasset y Artime y de Rafaela Chinchilla y Diez de Oñate, fue director del periódico El Imparcial tras la muerte de su padre, fundador del diario, el 20 de mayo de 1884.

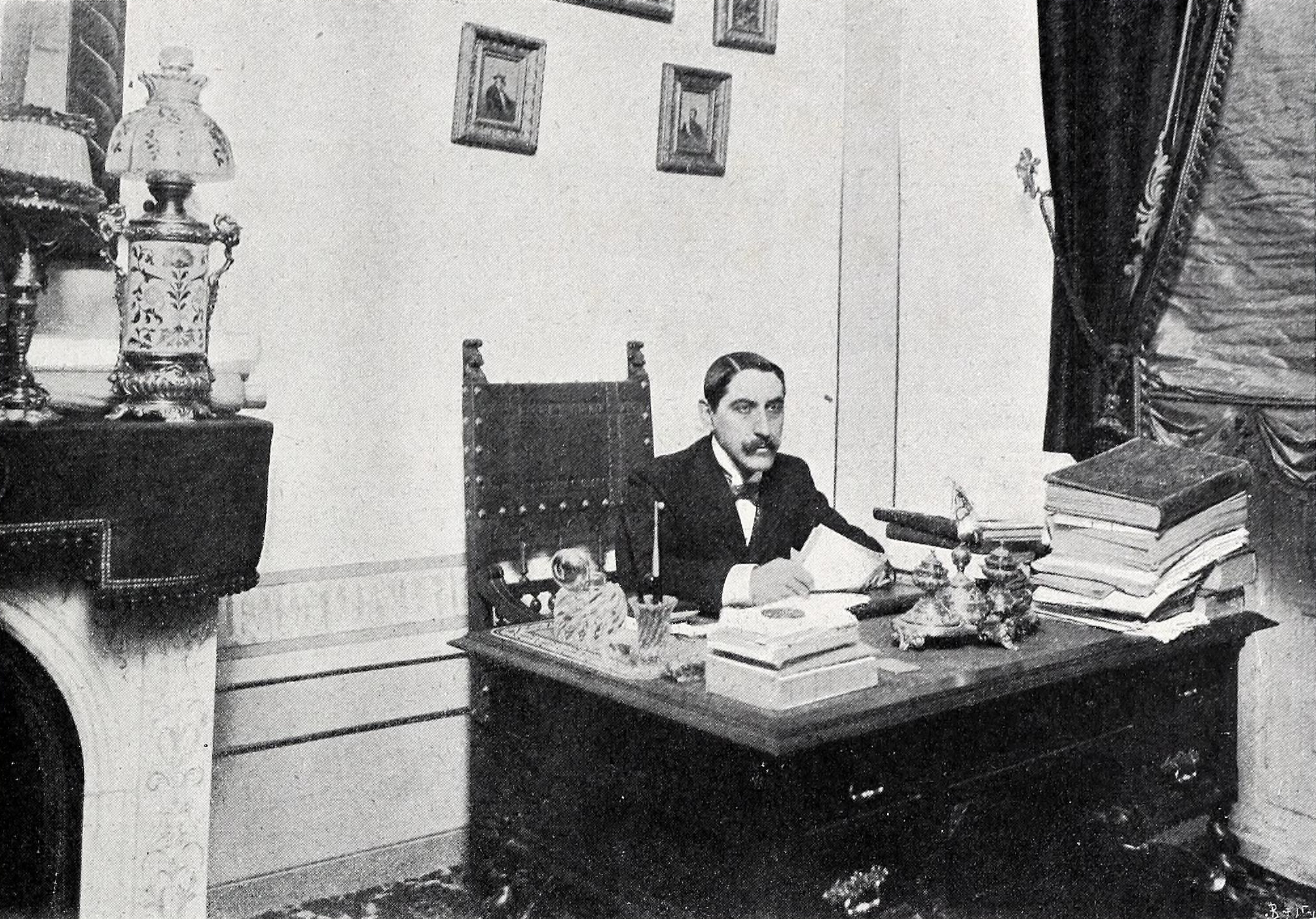
Fotografiado por Franzen

Inició su carrera política como independiente, participando en las elecciones de 1891 y obteniendo un escaño como diputado por la circunscripción de Santiago de Cuba.
Fue ministro de Agricultura, Industria, Comercio y Obras Públicas dos ocasiones: entre el 18 de abril y el 23 de octubre de 1900, y entre el 20 de julio y el 15 de diciembre de 1903, siendo el primer ministro de Agricultura de la historia española.
Hacia 1898 fue uno de los artífices del acercamiento político entre Francisco Silvela y el general Camilo García de Polavieja. Desde El Imparcial apoyaría a partir de 1899 una campaña por una mejora de la agricultura a través de los regadíos, asumiendo ideas del político regeneracionista aragonés Joaquín Costa y su «política hidráulica», que intentaría poner en práctica durante su primera cartera como ministro de Agricultura en un gobierno del conservador Silvela.

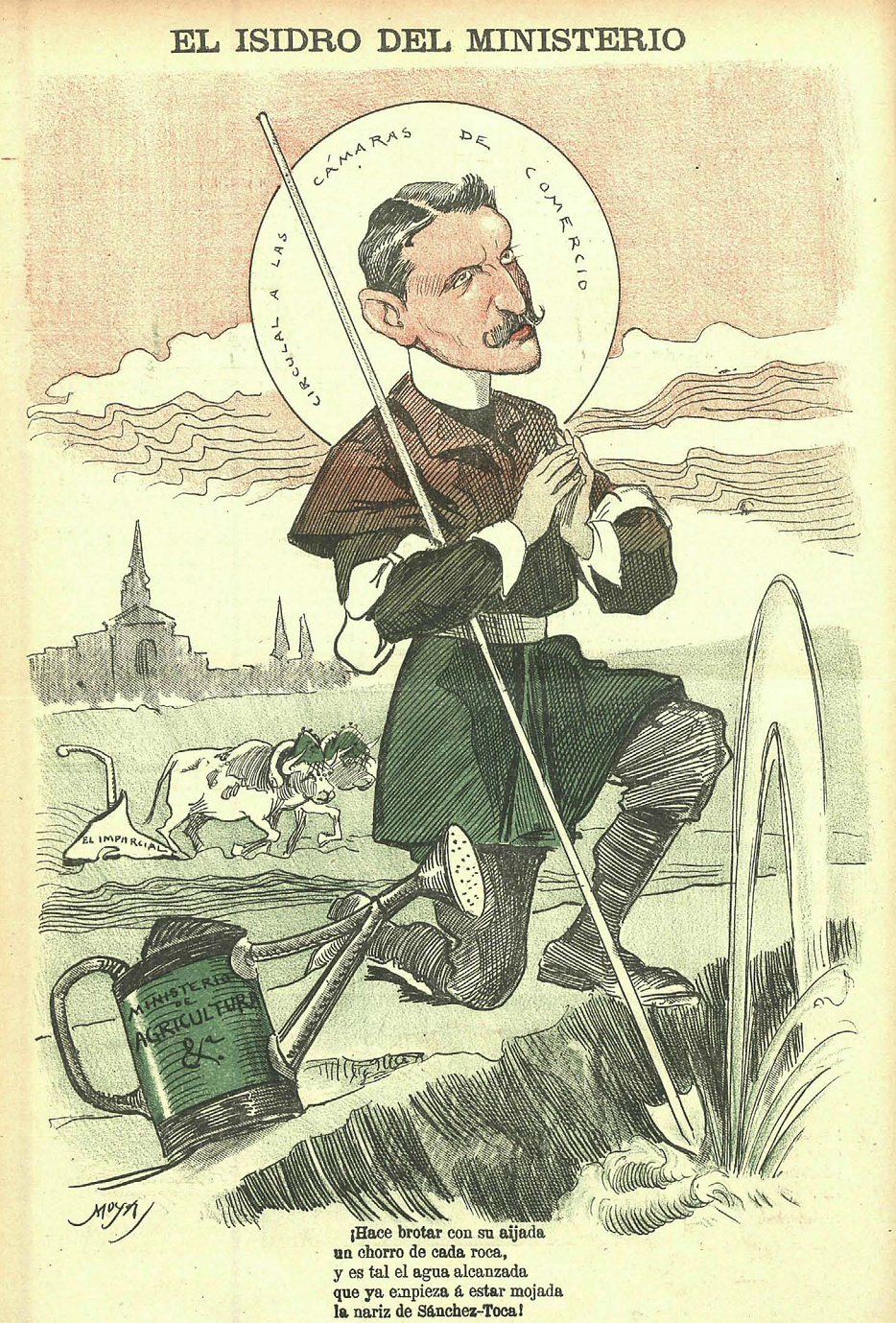
El Isidro del ministerio, en Gedeón, 1900.

En 1903, en su segundo paso por el ministerio, impulsaría un programa que hacía énfasis en las obras hidráulicas y la construcción de caminos vecinales en un Gobierno de Fernández Villaverde, sin embargo sus propuestas quedaron bloqueadas a finales de 1903, con el cambio de presidente de Fernández Villaverde por Maura, que dio prioridad a reformas relacionadas con la Armada, la Administración y la Ley electoral. Su programa contó también con la oposición de su sucesor al frente del Ministerio de Agricultura, Manuel Allendesalazar.
A comienzos de 1905 se acercó a los liberales, a través de la figura de Segismundo Moret, finalmente se pasaría al Partido Liberal, al entrar como ministro de Fomento en un gobierno Moret el 1 de diciembre de 1905.

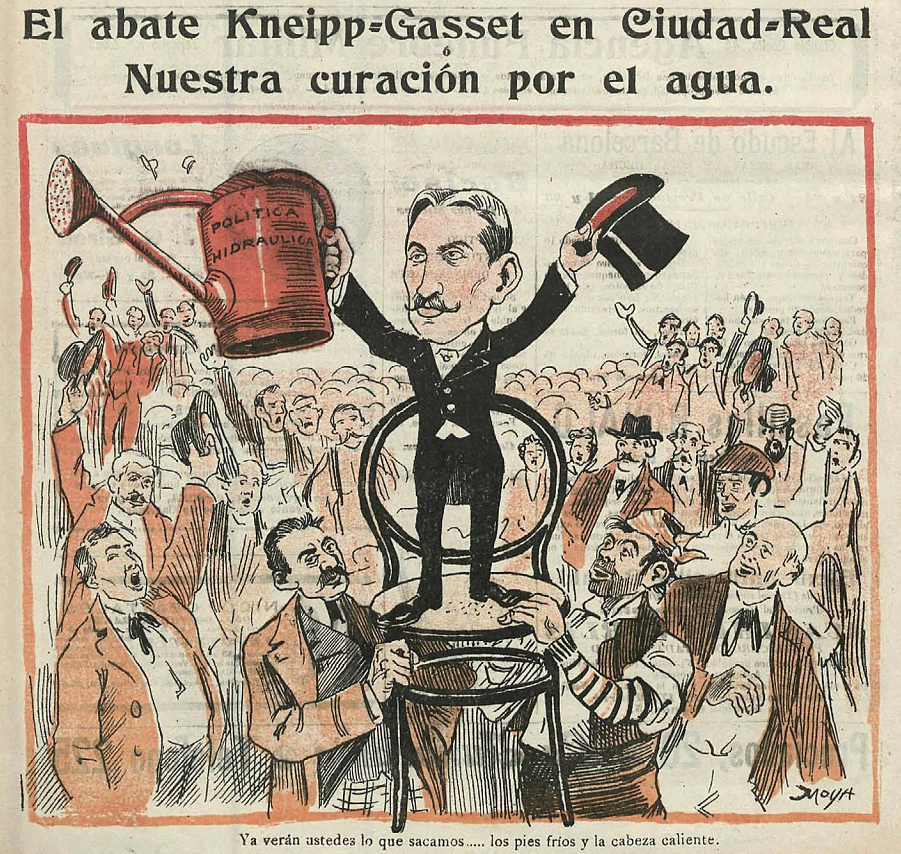
Caricatura de Rafael Gasset, publicada en la revista satírica Gedeón, en febrero de 1903.

Entre 1891 y 1923 tuvo acta de diputado por las circunscripciones de Santiago de Cuba, La Estrada, Noya, Ciudad Real y Alcázar de San Juan. En su etapa como liberal sería elegido ministro de Fomento en hasta siete ocasiones: entre el 1 de diciembre de 1905 y el 6 de julio de 1906, entre el 30 de noviembre y el 4 de diciembre de 1906, entre el 21 de octubre de 1909 y el 9 de febrero de 1910, entre el 2 de enero de 1911 y el 12 de marzo de 1912, entre el 24 de mayo y el 27 de octubre de 1913, entre el 30 de abril de 1916 y el 19 de abril de 1917, y entre el 7 de diciembre de 1922 y el 3 de septiembre de 1923.
Dio nombre a la primera ley de española de parques nacionales, aprobada el 17 de diciembre de 1916 y conocida como «Ley Gasset» por ser Gasset el entonces ministro de Fomento, aunque su principal impulsor fue el senador Pedro Pidal.
Fallecido el 11 de abril de 1927, fue enterrado en Galapagar, donde también reposaban los restos de su segunda esposa. Era tío por parte de madre del filósofo José Ortega y Gasset. La ciudad de Burgos contaba con un puente, «puente Gasset», construido en 1926 y demolido en 2010, dedicado a Rafael Gasset, debido a su contribución como ministro para su construcción. En Ciudad Real el parque de Gasset, construido en 1915, está dedicado al político madrileño por ser quien llevó el agua a la ciudad a través del cercano pantano de Gasset, al cual también da nombre.

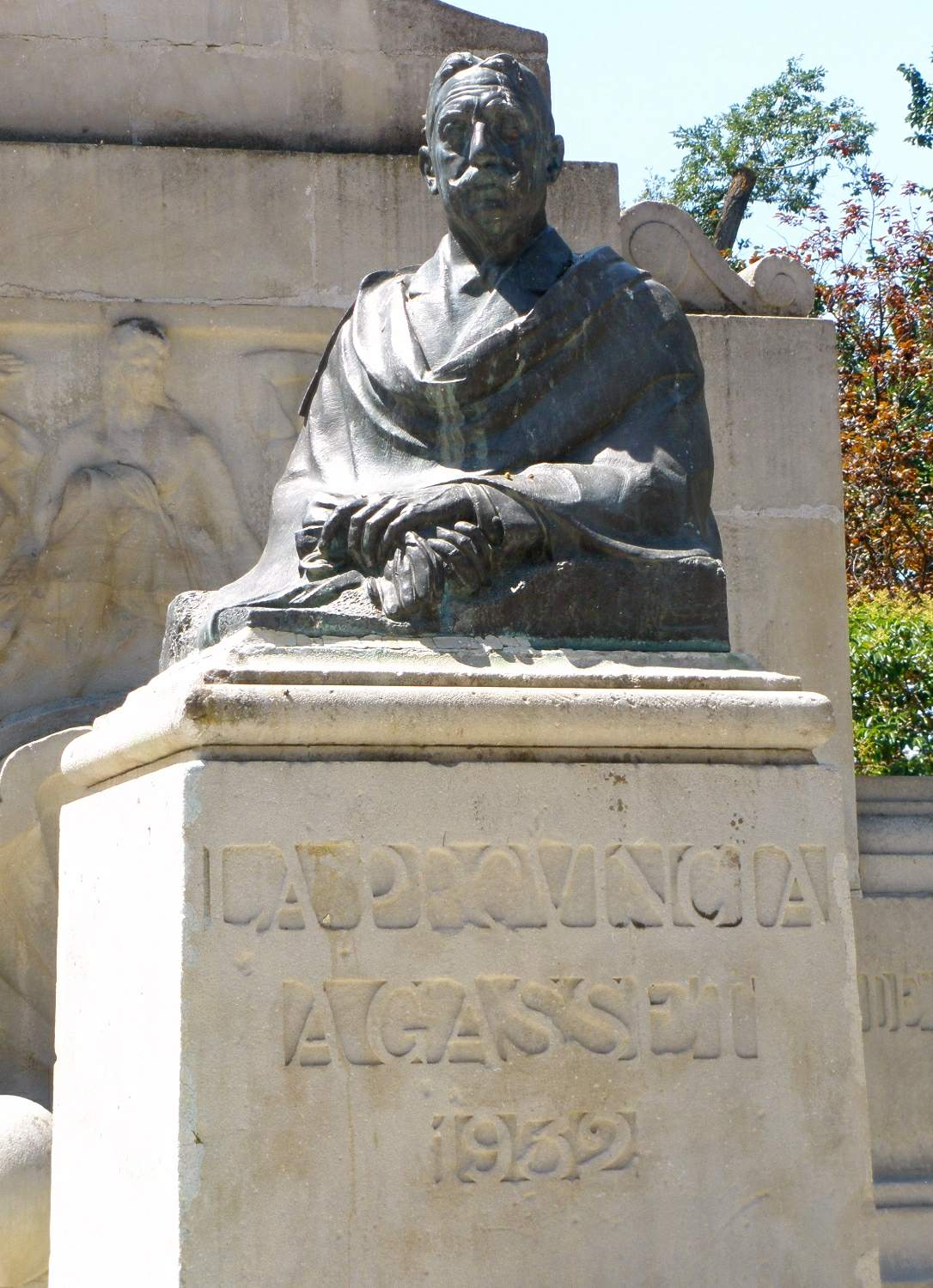
Monumento a Rafael Gasset en el parque de su nombre en Ciudad Real

## Vida personal
Se casó en dos ocasiones, en primeras nupcias con María Concepción Alzugaray y Lapeyra; el matrimonio se celebró en 1887.  Con ella tuvo tres hijos: Ricardo, Úrsula y Carmen. Más tarde, contraería matrimonio con Rita Díez de Ulzurrun, con la cual tuvo cinco hijos: Eduardo, José, Rita, Caridad y Luis. De ellos, Rita tendría a su vez una hija en 1941 con el fundador de la Legión, José Millán-Astray.